# Thulo Pakhar
Thulo Pakhar (nep. ठूलो पाखर) – gaun wikas samiti w środkowej części Nepalu w strefie Bagmati w dystrykcie Sindhupalchowk. Według nepalskiego spisu powszechnego z 2001 roku liczył on 750 gospodarstw domowych i 3464 mieszkańców (1782 kobiet i 1682 mężczyzn).